# 台 (君津市)
台（だい）は、千葉県君津市の町名。現行行政地名は台一丁目および台二丁目。郵便番号は299-1153。

## 地理
市内北西部の小糸川下流右岸に位置し、君津市の中心市街地の一部をなす。
北で久保、東から南にかけて南久保、西で中野とそれぞれ隣接する（いずれも君津市）。地内北西側が1丁目、南東側が2丁目である。

## 歴史

### 沿革
- 江戸時代 - 周淮郡台村成立。
- 1873年（明治6年） - 台村、千葉県に所属。
- 1889年（明治22年）4月1日 - 町村制施行により周淮郡周西村大字台となる。
- 1897年（明治30年）4月1日 - 周西村、郡統合により君津郡所属となる。
- 1943年（昭和18年）4月1日 - 周西村と八重原村が合併し君津郡君津町が成立、同町の大字となる。
- 1971年（昭和46年）9月1日 - 君津町が市制施行し、君津市となる。
- 1978年（昭和53年）12月1日 - 一部を除き住居表示実施[4]、台1丁目-2丁目成立[注 1]、一部が久保1丁目・2丁目および南久保1丁目-3丁目に分割。

## 人口
|         | 世帯数 | 人口 | 地図                               |
| ------- | ------ | ---- | ---------------------------------- |
| 台1丁目 | 169    | 336  | 北緯35度19分41秒 東経139度53分55秒 |
| 台2丁目 | 103    | 224  | 北緯35度19分37秒 東経139度54分0秒  |
| 計      | 272    | 560  |                                    |

1. ↑  “平成29年君津市人口”.   君津市 (2017年11月8日). 2017年11月20日閲覧。
2. ↑  単位：世帯
3. ↑  単位：人

## 小・中学校の学区
市立小・中学校に通う場合、学区は以下の通りとなる。
| 丁目    | 番地 | 小学校             | 中学校               |
| ------- | ---- | ------------------ | -------------------- |
| 台1丁目 | 全域 | 君津市立周西小学校 | 君津市立周西南中学校 |
| 台2丁目 | 全域 | 君津市立周西小学校 | 君津市立周西南中学校 |

## 交通

### 鉄道
町域内を通る鉄道路線はない。最寄駅は内房線君津駅。

### バス
- 君津市コミュニティバス
  - 小糸川循環線 君津グラウンドゴルフ場 - 常代5丁目 - 中野 - 君津駅南口 - 君津市役所 - 君津バスターミナル - 常代5丁目 - （小糸郵便局前） - 君津グラウンドゴルフ場（循環ルート）

### 道路
一般県道
- 千葉県道158号君津青堀線
- 千葉県道159号君津大貫線 - 町域内では158号と重複

## 施設
台一丁目
- 台自治会館
- 大雲寺 - 曹洞宗の仏教寺院。

台二丁目
- 君津市立久保保育園
- 八雲神社

公立小学校の学区は全域で君津市立周西小学校、公立中学校は君津市立周西南中学校。